# The Papercut Chronicles
The Papercut Chronicles é o segundo álbum de estúdio gravado do conjunto musical estadunidense Gym Class Heroes. O álbum foi gravado pela Fueled by Ramen com a Decaydance Records.

## Faixas
1. "Za Intro" — 1:40
2. "Papercuts" — 3:26
3. "Petrified Life and the Twice Told Joke" (Decrepit Bricks) — 4:53
4. "Make Out Club" — 4:43
5. "Taxi Driver" — 1:59
6. "So Long Friend" — 1:14
7. "Everyday's Forecast" — 4:21
8. "Pillmatic" — 3:11
9. "Simple Livin" — 3:06
10. "Cupid's Chokehold" — 4:03
11. "Faces in the Hall" — 4:13
12. "Graduation Day" — 1:44
13. "Apollo 3-1-5" — 2:29
14. "wejusfreestylin'pt2" — 1:12
15. "To Bob Ross with Love" — 2:38
16. "Papercuts" — 3:46
17. "Kid Nothing vs. the Echo Factor" — 4:01
18. "Band Aids" — 4:58
19. "Boomerang Theory"

## Formação
Canções interpretadadas com Travis McCoy como vocalista, Disashi Lumumba-Kasongo como guitarrista, Matt McGinley como baterista, Ryan Geise como baixista, Matt Green como "mixador", Adam English como pianista, Rand Bellavia como vocalista adicional, Milo Bonacci como guitarrista, Gary Ventura como fotográfo, Evan Leake como designer do álbum. Canções produzidas por Doug White, e por Sie One nas faixas "Za Intro", "Pillmatic", "Graduation Day" e "Band Aids".

## Desempenho nas paradas de sucesso
| Parada (2005)                          | Posição |
| -------------------------------------- | ------- |
| Top da Billboard de álbuns na internet | 19°     |